# کارل ویتولین
کارل ویتولین (انگلیسی: Karl Vitulin؛ زادهٔ ۱۵ ژانویهٔ ۱۹۹۱) بازیکن فوتبال اهل فرانسه است.
از باشگاه‌هایی که در آن بازی کرده‌است می‌توان به اشاره کرد.
وی همچنین در تیم ملی فوتبال مارتینیک بازی کرده‌است.